# プリェヴィヅァ - ホルナー・シトゥブニャ線
プリェヴィヅァ - ホルナー・シトゥブニャ線（スロバキア語: Železničná trať Prievidza – Horná Štubňa）は、スロバキア国鉄の鉄道線の名称である。路線番号は145。
1913年にプリェヴィヅァ～ハンドロヴァー間が、1931年に残りのハンドロヴァー～ホルナー・シトゥブニャ間が開業した。

## 運行形態
- プリェヴィヅァ - ホルナー・シトゥブニャ - ヴルートキ
全て各駅停車のみ、2時間に1本の運行。ホルナー・シトゥブニャ以東は171号線に直通する。
2020年以前は、一日1往復を除き大部分が線内のみの運行で、ホルナー・シトゥブニャで171号線ヴルートキ方面の列車と接続していた（接続時間は9～11分が多い）。

## 駅一覧
以下では、スロバキア国鉄145号線の駅と営業キロ、停車列車、接続路線などを一覧表で示す。なお、全て各駅停車である。
| 路線名 | 駅名                               | 駅間営業キロ | 累計営業キロ           | 累計営業キロ                    | 接続路線 | 所在地         | 所在地                         |
| ------ | ---------------------------------- | ------------ | ---------------------- | ------------------------------- | -------- | -------------- | ------------------------------ |
| 145    | プリェヴィヅァ駅                   | -            | プリェヴィヅァから 0.0 |                                 | 140号線  | トレンチーン県 | プリェヴィヅァ郡               |
| 145    | フレノヴェツ駅                     | 8.9          | 8.9                    |                                 |          | トレンチーン県 | プリェヴィヅァ郡               |
| 145    | ヤロヴェツ駅                       | 2.6          | 11.5                   |                                 |          | トレンチーン県 | プリェヴィヅァ郡               |
| 145    | ラーズトチノ駅                     | 1.5          | 13.0                   |                                 |          | トレンチーン県 | プリェヴィヅァ郡               |
| 145    | ハンドロヴァー駅                   | 1.5          | 19.2                   | ホルナー・シトゥブニャから 18.6 |          | トレンチーン県 | プリェヴィヅァ郡               |
| 145    | レメタ駅                           | 7.2          | 26.4                   | 11.4                            |          | トレンチーン県 | プリェヴィヅァ郡               |
| 145    | スクレネー・プリ・ハンドロヴェイ駅 | 5.0          | 31.4                   | 6.4                             |          | ジリナ県       | トゥルチャンスケ・テプリツェ郡 |
| 145    | ホルナー・シトゥブニャ駅           | 6.4          | 37.8                   | 0.0                             | 171号線  | ジリナ県       | トゥルチャンスケ・テプリツェ郡 |